# Ociemny Wierch
Ociemny Wierch – porośnięty jodłowym lasem garb (740 m n.p.m.) w Pieninach Właściwych, w grani Pieninek, pomiędzy przełęczami Burzana (ok. 720 m) i Kurnikówka (694 m). Przechodzi przez niego niebieski szlak turystyczny zwany Sokolą Percią. Od południowej strony, do dna doliny Pienińskiego Potoku, skalista grań opada stromymi ścianami 20-metrowej wysokości, niżej przechodzącymi w stromy stok. Północno-wschodni stok Ociemnego Wierchu niżej rozgałęzia się na dwa ramiona; północno-wschodnie i wschodnie. Ramię północno-wschodnie ze wzniesieniem Koszarka opada do Dunajca przy kapliczce św. Kingi, jego orograficznie lewy stok tworzy zbocze doliny Pod Ociemne. W dolinie tej w 1976 odkryto najdłuższą i najciekawszą jaskinię polskich Pienin, nazwaną Jaskinią w Ociemnem. Ramię wschodnie biegnie poprzez Kurnikową Skałę i kończy się Zawiesami (Zawiasami). Pomiędzy te ramiona wcina się żleb Żłobina. W południowych stokach Ociemnego Wierchu znajduje się jaskinia zwana Walusiową Jamą.
Na opadającym do Dunajca stoku, na wysokości 460–500 m n.p.m. znajduje się jedno z najliczniejszych w Polsce stanowisk rzadkiej i chronionej rośliny lulecznicy kraińskiej. Ma tutaj swoje stanowisko także inny rzadki w Polsce gatunek trawy – wiechlina styryjska. Z rzadkich w Polsce grzybów znaleziono goździeńca przydymionego (Clavaria fumosa) i czubniczkę cuchnącą.
Ociemne znajduje się w Pienińskim Parku Narodowym, w granicach Krościenka nad Dunajcem, w województwie małopolskim, w powiecie nowotarskim.

## Szlaki turystyczne
– niebieski ze Szczawnicy odcinkiem Drogi Pienińskiej przez przewóz promowy (Nowy Przewóz) na drugą stronę Dunajca. Dalej tzw. Sokolą Percią przez Sokolicę, Czertezik i Czerteż na Bajków Groń.